# 森祇晶
森 祇晶（もり まさあき、本名・旧登録名：森 昌彦〈もり まさひこ〉、1937年〈昭和12年〉1月9日 - ）は、大阪府豊中市生まれ、岐阜県岐阜市出身の元プロ野球選手（捕手、右投左打）・コーチ・監督、解説者・評論家。
読売ジャイアンツV9時代の正捕手で「V9の頭脳」の異名を取り、西武ライオンズ監督時代は在任9年間でチームを8度のリーグ優勝、6度の日本一に導き、西武黄金時代を築いた。
兄の森和彦も元プロ野球選手（外野手）。

## 経歴

### プロ入りまで
岐阜市立長森中学校出身。野球は中学生から始め、当初は内野手であったが2年時に捕手に転向。岐阜県下随一の進学校・岐阜高校では伊藤利夫監督の指導で開花し、3年次の1954年に夏の甲子園に強打の捕手兼主将として出場したが、1回戦で泉陽高に完封負けを喫する。森は打球を股間に受けて悶絶し、途中退場を余儀なくされる不運に見舞われている。卒業後は大学進学を考え、東京六大学でのプレーを夢見て立教大学進学も視野に入れたが、貿易商であった実家の経営が苦しくなったため、実家を助けるべく大学進学を断念。同年11月14日に読売ジャイアンツへテスト入団し、契約金50万円で、月給3万円の中から母親に仕送りを続けた。同期には国松彰、馬場正平(後のジャイアント馬場)らがいる。

### 現役時代
1年目の1955年は二軍スタートとなるが、6月にブルペン捕手の補充要員として一軍に昇格。試合どころか練習を観察することさえ叶わなかったが、この時に当時のエースであった別所毅彦と出会い、別所に気に入られた森は猛烈なピッチング練習に付き合わされる。森によれば、雨で練習がない日になると必ず別所が車を運転して森の所にやってきて「お前受けろ!」といわれて、ジャイアンツ多摩川練習場の近くの丸子橋の下に連れていかれ、激しいピッチング練習の相手をさせられた。「あのころプロとは何であるかということを、別所さんとの猛練習から教えられた」と森は回想している。
2年目の1956年以降は徐々に出場機会を増やしていくが、当時正捕手を務めていた藤尾茂は強肩強打で俊足でもあり、少なくとも打撃面では森は全く敵わないと考えていたため、インサイドワークなどを磨く事を決意。4年目の1959年に藤尾が持ち前の打撃力を活かすため、守備の負担が少ないセンターにコンバートされると、森は空いた正捕手の座を手に入れることに成功。水原茂監督は森の守備力を評価し、森のレギュラー起用を決め、以後引退するまで正捕手の座を守り続けた。鍛え上げた守備とリードで投手陣を牽引してリーグ4連覇に貢献し、特に藤田元司はこの年27勝で最多勝に輝いた。
1960年は三原脩監督率いる大洋との優勝争いに敗れ2位となり、この年はチーム防御率はリーグ5位、森自身の打率も僅か.197に終わるなど攻守双方に精彩を欠く1年となる。水原はこの年で退任となったが、後を継いだ川上哲治監督も捕手としての頭脳とインサイドワークを高く評価し、守りの要として信頼していた。1961年はエースの藤田や堀本律雄が怪我で精彩を欠く中、森は中村稔や伊藤芳明、9月に急遽入団した村瀬広基といった若手の投手を引っ張り、過去4年間で3勝しか挙げられなかった中村は17勝を、伊藤も13勝を挙げる活躍で2年振りの優勝を決め、日本シリーズでも中村らの活躍で南海を下し6年振りの日本一を達成した。
川上は森を安住させないために野口元三、佐々木勲、大橋勲、宮寺勝利、吉田孝司、槌田誠などのアマチュア球界の有力捕手を獲得し、森にぶつけ続けた。森は「キャッチャーは俺がいるのに、球団はどうして次から次にいい捕手を入れるのか」と球団の補強策を批判していたが、ついに現役引退までレギュラーの座を死守し続け、8年連続ベストナインに輝くなどV9時代を支えた。
1965年には中村、城之内邦雄、宮田征典の3人が揃って20勝を挙げ、国鉄から移籍してきた金田正一が最優秀防御率を獲得するなど投手陣の目覚ましい活躍により優勝。森はこの年他の選手の不振もあり、打順では5番を打って打率.277、5本塁打、58打点と打撃でも好成績を残し、日本シリーズでも南海を下して打撃賞に輝いている。1966年はルーキーの堀内恒夫の開幕13連勝をアシストしチームもその勢いでV2。1967年はキャンプで足を痛めるというアクシデントがあったものの、堀内、城之内、金田ら投手陣を引っ張りV3を決め、日本シリーズでは第3戦に本塁打を放つ活躍などで打率.227にもかかわらずシリーズMVPに選ばれている。
その後も日本シリーズでは巨人のVに大いに貢献し、1970年のロッテでは強打者ジョージ・アルトマンとの勝負を徹底的に避けて打線を封じ込め、1972年の阪急ではシーズン106盗塁という驚異的な数字を残した福本豊に盗塁をほとんど許さず、これまた阪急の打線を機能させなかった。
1972年からはバッテリーコーチを兼任し、1973年10月22日には対阪神最終戦（甲子園）で巨人が勝利してV9を達成した直後、乱入してきた阪神ファンに追われてベンチ裏に逃げようとしたが逃げ遅れ、負傷は免れたものの、マスクを奪われた。V10を逃した1974年限りで長嶋茂雄、黒江透修と共に現役を引退。長嶋は監督に、黒江はコーチ補佐に就任したが、森は長嶋のコーチ構想に入らず、12月5日に球団に退団を申入れ了承された。

### 現役引退後
引退後は日本テレビ解説者・報知新聞評論家（1975年 - 1977年）を経て、1978年、巨人時代のチームメイトであった広岡達朗監督の招聘で、ヤクルトスワローズ一軍バッテリー兼作戦コーチに就任。ヤクルトは前年に広岡の下で球団史上初のリーグ2位でシーズンを終えていたが、広岡は更に上を目指す為に森を招聘。森は投手陣に「味方が点を取ったり逆転したら絶対に点を取られるな」と厳しく言うと共に、投手交代に口出すことはしなかったものの先発投手が「そろそろ交代か」という状況で広岡が森の顔を見ると「誰々の用意が出来てます」と適切に報告するなど、広岡と森は投手の調子や交代の時期について判断や意見が食い違うことがなかった。広岡は「森は、私のそばでよくやってくれた」と述べているが、当時のヤクルトの課題は万年Bクラスで染み着いた巨人コンプレックスの克服であり、森は選手たちに「巨人なんか怖くない」と洗脳するのが上手かった。森がずっとサインを出していたが大矢明彦が配球に困って森を見ると下を向いてサインを出さなかった。伊勢孝夫は「試合後のミーティングで、森さんに集められる。そこでは、名指しで責められるんです。決して褒めるようなことは言わない。ミスをしてしまった選手自身、そもそも責任を感じているわけです。それなのに、その傷口に塩を塗るようなミーティングがずっと続く……。大杉なんか、カチンカチンにやられていましたよ。そうした不満が選手たちの中にいっぱい溜まっていったんじゃないですかね」」と述べている。就任1年目に広岡の片腕として球団史上初となるリーグ優勝・日本一に貢献し、1979年には一軍ヘッドコーチを務めたものの、チームは開幕から低迷。8月17日には、佐藤邦雄球団社長から作戦バッテリーコーチへの役職変更を申し渡されるが、広岡はこの人事に反発し「現場の責任者である自分の意向を無視されては、これ以上采配を振るえない」としてこの日以降現場を離れ、8月限りで監督を辞任し退団。森も9月に退団した。
ヤクルト退団後はTBS解説者・デイリースポーツ評論家（1980年 - 1981年）を経て、1982年には再び広岡の招聘で、西武ライオンズ一軍ヘッドコーチに就任。ヤクルト時代同様に広岡をよく補佐し、1982年は球団初のリーグ優勝、日本シリーズでは中日を4勝2敗で下し、西武になってから初めての日本一となった。1983年もリーグ連覇し日本シリーズは巨人との対戦であったが、広岡は全盛期でエースの江川卓対策に難儀をしていた。広岡は巨人を倒すには江川を倒すしかないと考えていたが、尾張久次スコアラーに「今年の江川は絶好調で、つけ入るスキがない」と言われ、困りはてていた。そこで森に相談すると、森はシーズン中の江川のビデオ映像を集めて捕手の目で分析し、毎日選手たちにビデオを見せて江川の長所と短所を徹底的に教え込んだ。広岡は「森が江川必殺法を見つけてくれたおかげで、因縁の日本シリーズは先発2度、リリーフ1度の江川を攻め込んで白星を与えず、4勝3敗で競り勝った」と述べている。森の助言を受け第4戦以降、巨人のベンチに癖を読まれていた捕手の黒田正宏・大石友好に代えてプロ2年目、20歳の伊東勤をスタメン捕手に起用し、日本一となった第7戦はフル出場させた。しかし1984年はリーグ優勝を逃し、この年限りで退団した。
西武ヘッドコーチ辞任後の1985年は文化放送「ライオンズナイター&ホームランナイター」解説者・報知新聞評論家を務めた。

#### 西武監督時代

##### 1986年-1988年
1985年12月5日、契約を1年残して突然辞任した広岡の後任として、西武の監督に就任。球団は「若手の育成と勝利の両立」の出来る人材を求めた結果、前年までコーチとして3年間在籍しており「チームをよく知っている」として森に白羽の矢が立った。森は、就任直後に「昌彦」から「祇晶」へと改名した。
1年目の1986年は、秋山幸二、辻発彦、渡辺久信、工藤公康ら若手が主力に成長。さらにPL学園のスラッガー・清原和博が入団。清原を開幕から一軍で起用したが4月は結果が出ずコーチから「二軍にて調整させるべきだ」との意見が出た。しかし森はそれを押し切って1軍での起用を続け、清原は片平晋作から一塁の定位置を奪い主力に定着。最終的に打率.304、31本塁打で新人王に輝いた。先発陣は、東尾修、松沼博久、渡辺久信がいたものの工藤公康は左肩痛、郭泰源は右肘痛を抱えていた。こうした事情から、酷使を避けるために先発投手陣をより間隔をあけて、中5日～中6日で起用した。チームは近鉄バファローズと閉幕間際まで優勝争いを演じ、129試合目となる10月9日のロッテ戦で2年連続リーグ優勝を決めた。日本シリーズは広島東洋カープとの対戦となったが、広島監督の阿南準郎も森と同じく新人監督であったため「フレッシュ対決」と呼ばれた。初戦引き分けの後3連敗し早くも王手をかけられるが、第5戦を投手の工藤公康によるサヨナラヒットで勝利するとそこから4連勝し、西武の前身である西鉄ライオンズ以来となる史上2度目の「3連敗からの4連勝」で逆転日本一を達成。オフに正力松太郎賞を受賞した。
1987年は、三塁と中堅を掛け持ちしていた秋山幸二を中堅手一本に、遊撃の石毛宏典を右膝痛の負担を減らすため三塁手とするコンバートを決定。空いた遊撃を田辺徳雄と清家政和で競わせた。三塁の守備の負担が減りより打撃に専念できるようになった秋山は43本で初の本塁打王を獲得した。森が新陣容となった内野のキーマンに指定した二塁手の辻発彦がオープン戦で右手指の骨折で戦線離脱。さらにチーム最高打率は石毛の2割6分9厘とシーズンを通じて打撃不振に苦しむ。しかしリーグトップの66完投を記録した東尾修、工藤公康らリーグトップの投手力が原動力となり、阪急ブレーブスとの優勝争いを制して10月10日の近鉄戦で3年連続優勝を達成。日本シリーズは王貞治率いる古巣の読売ジャイアンツとの対戦となり「球界の盟主の座を巡る戦い」と喧伝されたが西武が4勝2敗で巨人を下し、2年連続日本一を達成した。しかし、オフの12月にエース東尾の麻雀賭博が発覚し、球団から翌年の6月20日までの出場停止処分を課され、チームは1988年のシーズン開幕から東尾を欠くことになった。
1988年は、東尾を開幕から欠いたものの、中日からトレードで獲得した平野謙が2番に、入団2年目のバークレオが5番・指名打者に定着。チームは開幕から独走し、6月28日の時点で2位近鉄バファローズに8ゲーム差をつけた。しかし7月以降徐々に近鉄に追い上げられ、10月5日に一時的に首位の座を明け渡す。その日、工藤が報道陣に対し「優勝目指してやっているんじゃない。もし中3日で先発して故障したら誰が責任取ってくれるのか」と発言し、これはマスコミに「工藤の監督に対する造反」と取り上げられて舌禍騒動に発展してしまう。しかし森は、謝罪に訪れた工藤を説諭し他の選手を集めて「どんな選手にも間違いがある。工藤を助けてやってくれないか」と呼びかけ、騒動の沈静化を図った。森は工藤に対し処分を下さず通常通り先発で起用し、工藤も10月9日の南海戦に175球を費やして完封、さらに10月13日の日本ハム戦で自ら志願してプロ入り初の中3日で登板して完投勝利し、森の期待に応えた。西武は10月16日に近鉄より先に全日程を終了、優勝は近鉄の結果待ちとなったが、近鉄が10月19日の最終戦で引き分けに終わったため、4年連続リーグ優勝が決定。それから僅か3日後の10月22日に星野仙一率いる中日との日本シリーズが始まったが4勝1敗で制し、3年連続日本一を達成した。

##### 1989年
1989年は、正捕手の伊東勤が3月1日に春野キャンプでの練習中に右足首を捻挫する大怪我を負った影響で開幕から欠くという苦しいスタートとなり、チームも下位に低迷。6月25日には首位を走るオリックス・ブレーブスに11差をつけられる。さらに5月24日には二軍打撃コーチの土井正博が麻雀賭博で解雇される事件が起きる。しかしバークレオの不振を受けシーズン途中から加入したオレステス・デストラーデの活躍もあり7月から巻き返すと、9月16日にこの年初の単独首位に立ち、近鉄、オリックスとの3つ巴による優勝争いとなった。10月12日の近鉄とのダブルヘッダーは、これに連勝しさらに同日のオリックスがロッテ戦に負けか引き分けで優勝が決まる大一番となった。しかし第1試合は5-1とリードしながらラルフ・ブライアントに同点満塁、決勝本塁打など3本塁打を浴びて5-6で敗れ、第2試合も2-14で大敗し、逆に優勝が絶望的となった。西武は優勝した近鉄と僅差の0.5ゲームの3位で、84年以来5年ぶりに優勝を逃した。西武は10月5日のダイエー戦で、3回まで8-0と大量リードしながら9回表に逆転を許す手痛い敗戦を喫していた。もし西武がリードを守り切って勝っていれば西武が優勝できていたはずだったとして、森はこの試合を「衝撃的な敗戦」として挙げている。
10月19日、森はシーズン終了の報告のためオーナーの堤義明を訪問したが、テレビカメラもいたその席で堤から「（監督を）やりたいんだったら、おやりになればいいんじゃないですか。どうぞ。」という言葉を投げつけられた。留任を要請されるも堤のこの発言は物議を醸し、ショックを受けた森は川上哲治に相談すると、「監督は誰でもやれる仕事ではない。チャンスがあるのなら続けたほうがいい。」と諭されて留任・続投した。東尾修は「オーナーと監督との関係は良好とは言えなかった。堤オーナーは森さんを「中継ぎ監督」として就任させたものの、就任から3年連続日本一になられてしまったので辞めさせることが出来なかった。森さんもそれを察していて引き際探っていたのだろう。」と述べている。

##### 1990年-1992年
1990年は、4月を11勝4敗、5月を17勝6敗1分け、6月2日には2位オリックスに6.5ゲーム差をつけるなど、開幕から独走した。しかし6月に8連敗を喫して一時は2位オリックスとゲーム差が0.5に縮まるが、連敗を止めると再び独走し、9月23日の日本ハム戦で2位に大差をつけ2年ぶりにリーグ優勝した。巨人からトレードで獲得した鹿取義隆を抑えで、新人の潮崎哲也も中継ぎと抑えの両方で起用し、鹿取は37試合で3勝1敗24セーブで最多セーブと最優秀救援投手を受賞、潮崎も43試合で7勝4敗8セーブの成績を残し、「抑え不在」というここ数年のチームの課題が解消された。森は、3年連続日本一と土壇場での逆転負けによるV逸という経験を経て、選手たちが「勝つ野球とは何か、勝つために何をすべきかを一人一人が理解し、自分たちの個性を発揮できるようになった」と指摘し、この年を「ようやく西武らしい戦い方ができるようになった節目のシーズンである」と位置付けている。
日本シリーズはかつてのチームメイト・藤田元司率いる巨人と、1987年以来3年ぶりの対戦となり「斎藤雅樹、桑田真澄、槙原寛己ら5人の2ケタ勝利の先発陣対西武の秋山、清原、デストラーデの強打クリーンナップとの対決」とマスコミに喧伝されたが、森はそれとは逆に自軍の投手陣と巨人の打者陣を比較検討し「4点取れば勝てる」と結論付けた。こうした分析結果を得た事もあり、森は例年と違い日本シリーズ前に不安を感じることはなかった。結果は森の予想を上回る、第1戦からストレートの4連勝で巨人を下し、2年ぶりの日本一を達成。敢闘賞を受賞した岡崎郁が「野球観が変わるほどのショックを受けた」というほど走攻守すべての面で巨人を圧倒した。森は1986年以来となる2度目の正力松太郎賞を受賞した。
1991年は、開幕から8連勝するなどスタートダッシュに成功し5月23日時点で2位近鉄に9.5差をつけ首位を独走した。しかし4番清原の不振もありその後は近鉄に追い上げられ、7月16日からの近鉄との首位攻防戦に連敗し、近鉄に代わって2位に後退した。これ以降は近鉄とのマッチレースになったが、8月には8連勝、9月に2度の直接対決3連戦で近鉄を突き放し、10月3日の日本ハム戦で2年連続リーグ優勝を決めた。山本浩二率いる広島との対戦となった日本シリーズは、戦前の「西武圧倒的有利」の予想に反し、広島に2勝3敗と王手をかけられる。しかし第6戦、1-1の同点で迎えた6回裏一死満塁の場面で、救援登板した川口和久に対し代打に鈴木康友を起用し、鈴木は2点適時打を放って3-1と勝ち越し、続く秋山の3ランで6-1で勝利すると、第7戦も7-1と2連勝し逆転日本一を達成した。
1992年は、清原が開幕から前年に続いてまたも打撃不振に喘ぎ、チームも4月に8勝11敗と出遅れるが、これ以降5月17勝3敗、6月12勝5敗2分け、7月13勝6敗とスパート、6月1日に近鉄と同率で首位に並ぶとこれ以降2位を突き放して独走し、9月30日の日本ハム戦で3年連続リーグ優勝を決めた。日本シリーズは、現役時代から同じ捕手としてしのぎを削った野村克也率いるヤクルトとの対戦となった。戦前の下馬評は「西武優位」が大勢を占めたが、シリーズは第7戦までもつれる激戦となった。第7戦をエース石井丈裕の好投で延長10回2-1で制して3年連続日本一を達成、「日本シリーズ史上に残る名勝負」と絶賛された。この年限りで3年連続本塁打王のデストラーデが故郷フロリダに誕生したフロリダ・マーリンズでのプレーを希望したため、退団した。

##### 1993年-1994年
1993年は、退団したデストラーデの穴埋めとして期待された新外国人のホセ・トレンティーノは早くも5月の段階で戦力にならないと判明。森はオーナーの堤からトレンティーノに代わる新外国人の獲得の打診があったが、オーナーの厚意に感謝しつつも断り、現有戦力でやりくりすることを決意した。新人の左腕投手・杉山賢人を鹿取・潮崎とのトリオで救援に起用し「サンフレッチェ」の名称が定着。ペナントレースは、この年から監督に就任した大沢啓二率いる日本ハムとの優勝争いがマスコミの注目を集めた。8月20日からの日本ハムにとの3連戦に3連敗して0.5差に迫られると、次のオリックス戦にも敗れて日本ハムに代わって2位に転落した。しかし、すぐに首位を奪い返すと、9月10日からの日本ハムとの3連戦を2勝1敗と勝ち越して、マジック21が点灯した。しかし10月3日のマジック1から引き分けを挟んで4連敗、それから10日後の10月13日のロッテ戦でようやくリーグ優勝を決定した。日本シリーズは2年連続で野村率いるヤクルトとの対戦となったが、下馬評は前年とは対照的に「ヤクルト有利」であった。第1戦に起用したこの年16勝の工藤が2回途中で4失点と打ち込まれる誤算が生じた。2年連続で第7戦までもつれたが、3勝4敗で敗れ、森の日本シリーズでの連勝記録がついに「20」で途絶えた。
森は日本シリーズでヤクルトに敗れたことでチームを活性化する必要性を痛感し、勝ち慣れした選手に刺激を与える目的もありトレードを決意。軸になる左打者を求め、前年に首位打者を獲得したダイエーの佐々木誠に着目。家庭的事情から新天地で気分一新してプレーさせるのが一番だと考えていた、ダイエーの本拠地に近い熊本県出身の秋山幸二を交換要員として交渉し、11月20日にダイエーとの間で秋山・渡辺智男・内山智之と佐々木・橋本武広・村田勝喜の3対3のトレードを成立させた。
1994年は、近鉄との開幕戦で野茂英雄に終盤までノーヒット・ノーランに抑えられるが、0-3とリードされた9回裏に伊東勤の逆転サヨナラ満塁本塁打で勝利する劇的なスタートとなった。チームは前半戦を首位で折り返すものの後半戦から失速。最下位から浮上した近鉄にオリックス、ダイエーが絡み夏場は4チームによる混戦となる。しかし、先発の石井丈裕を不調から抑えに回すと好投を見せ、潮崎、鹿取、杉山の「サンフレッチェ・トリオ」に石井が加わったことで救援陣に厚みが増し、混戦から抜け出す原動力となった。9月は11連勝を含む12勝3敗、9月16日からのオリックスとの4連戦を4連勝すると、10月2日の近鉄戦でパ・リーグ史上初の5年連続優勝を達成した。しかし、優勝を決めても祝福せずに帰ってしまうフロントの態度に不満を覚え、さらには夏場になっても例年なら来るはずの翌年のドラフト、外国人選手の情報が森の元に降りて来ず、フロントの様子がおかしかったことなどから、森のフロントに対する不信感が増し、日本シリーズ開幕前に森は、1994年をもって退任する事をコーチ達に告げた。日本シリーズは、10.8を制し、長嶋茂雄率いる巨人との対戦となったが、前評判は圧倒的西武有利だったが、2勝4敗で敗退し、2年連続の日本シリーズ敗退となった。この年の日本シリーズ対巨人第6戦（10月29日東京ドーム・試合開始予定時刻午後1時）開始前の正午前、巨人の親会社である読売新聞社に「西武・森監督勇退」という一報が報じられる。前述の通り森は同年限りで辞任することが内々で決定していたが、日本シリーズ終了前に辞任報道が流れるという事態となった。そして日本シリーズ終了後の11月1日、監督の辞任を正式に表明した。

#### 西武退団後
退任後はNHK野球解説者・日刊スポーツ野球評論家（1995年 - 2000年）を務めた。1995年にはグリコ協同乳業「Bigヨーグルト健康」のCMに父親役として出演。庭で素振りをしたり、バッティングセンターでピッチングマシンから放たれるボールを捕球したりと、現役時代を髣髴とさせるシーンがあった。息子役は岡田義徳（森と同じく岐阜県出身）、娘役はデビュー直後の広末涼子であった。
1998年9月、当時巨人の監督だった長嶋茂雄がこの年限りで辞任し後任として森が就任すると報道されたものの、9月11日にNHKが午後11時の「ニュースイレブン」にて「こんな大騒動になって迷惑している。たとえ巨人から監督就任の要請があったとしても受け付けません」と表明したと報道。長嶋の留任も決定し、森の巨人監督就任が実現することはなかった。

#### 横浜監督時代
2000年10月13日、横浜ベイスターズ監督に就任。森は就任会見で「マシンガンという攻撃力は表立っているが、一本のヒットによる得点という意味ではリーグで一番効率が悪いのではないか。巨人の大砲にピストルで向かっていくのに、その巨人より犠打が少ないとは。大砲を持っているように錯覚して戦っていたのではないか。バントが多いと言われるが、競り合ったらそれも武器。面白いとか面白くないとかではない。谷繁（元信）をもう一度叩き直していく必要がある。」と次々に前任監督権藤博の野球への批判とも取れる発言をした。権藤は「森さんは前の監督がこのチームをガタガタにしたと言ったらしいですが、私は何もしていません。森さんはキャンプ初日からバントフォーメーションの守備練習をしたらしいですが、内野は全部名手なのだから必要ないですよ。バントされたら、アウトが1つ取れてありがたいぐらいで」と述べている。コーチ陣は、ヘッドコーチには現役時代の同僚で、1990年から5年間西武でコンビを組んだ黒江透修が就き、OBからは高木豊が内野守備走塁コーチに就任し、投手コーチの遠藤一彦、打撃コーチの高木由一は留任した。
2001年は主砲のロバート・ローズが退団するなどにより序盤から最下位に低迷。監督主導で優勝時のレギュラーだった波留敏夫を中日へ放出し種田仁を獲得、またかつて西武時代に重宝した杉山賢人を近鉄から獲得するなど率先して巻き返しをはかり、中盤にオールスターを挟み10連勝したことで、勝率は4位の広島東洋カープより7厘低いも関わらずこの年のみ勝ち数優先というルールの恩恵を受けて3位となった。チーム防御率は3.92から3.75まで向上しチームは5年連続Aクラス入りを果たすが、10月6日の試合にて対戦相手のヤクルトが4年ぶり優勝となり、西武の監督時代に経験がない相手チームの胴上げを目の前で見届けることとなる。8月16日のヤクルト戦では審判の判定に抗議し、現役時代も通じて初の退場処分を受け、一時ベンチから選手を引き上げさせた。
2002年は共に西武時代の教え子の森繁和を投手コーチ、辻発彦を内野守備走塁コーチに招聘。しかし森との確執で正捕手の谷繁 や前年のチーム最多勝投手の小宮山悟がFA移籍をするなど戦力が低下。開幕から記録的な低迷を続け16年ぶりの13連敗を喫するなど最下位を独走し全日程で最下位となり、シーズン途中の2002年9月25日に契約を一年残して解任が通告された。森は解任翌日の9月26日に記者会見したが「今日限りでユニフォームを脱ぐことになりました。ファンに対して申し訳ない成績で一番それに心痛めています。本当にわずかな期間でしたがお世話になり、ありがとうございました。」と述べるだけで質疑応答を一切せず、一分ほどで終わった。観客動員も日本一となった1998年から約32万、前年から15万減の大幅減となった。監督代行は森が横浜の監督になる際に横浜のコーチに就任したヘッド兼打撃コーチの黒江がシーズン最終戦まで務めた。チーム防御率は3.75から4.09、チーム失策も68から81に悪化した。投手陣は唯一11勝で新人王を争った2年目の吉見祐治が唯一の明るい材料で、チーム防御率・失点リーグ5位、打率・得点・安打・本塁打はリーグ最下位に終わった。サヨナラ勝ちも12球団で唯一なかった。

#### 横浜退団後
アメリカ合衆国の永住権を取得したため、2003年からハワイに移住。日刊スポーツ評論家に復帰したが、評論の機会は少ない。2005年に野球殿堂入り。結婚を3回・離婚を2回している。
2018年2月10日、サンマリンスタジアム宮崎での「ジャイアンツ対ホークスOB戦」に参加。
2018年7月20日、ライオンズ フェスティバルズ 2018の初戦ゲストとして、試合前セレモニーと始球式、試合後トークショーに登場。メットライフドーム(監督在任当時は西武ライオンズ球場）への来場は、1994年以来24年振りとなる。
2022年、日本に帰国し、妻の出身地である福岡県に移住。

## 出場日本シリーズ20連勝
森は日本シリーズに24回=現役時代に13回（巨人）、コーチ時代に3回（ヤクルト1回, 西武2回）、監督時代に8回（全て西武）出場している。3回目の出場となった1961年から、22回目の出場となった1992年まで20回連続優勝（日本一）を経験している。
- 現役時代 11連勝 1961年・1963年・1965年～1973年（V9）
- コーチ時代 3連勝 1978年（ヤクルト）・1982年・1983年（以上西武）
- 監督時代 6連勝 1986年〜1988年・1990年〜1992年
- シリーズ敗退 4回 1957年・1959年（以上現役時代）・1993年・1994年（以上西武監督時代）

1958年の日本シリーズで、巨人は西鉄に3連勝から4連敗を喫しているが、森はこのシリーズには出場しなかったため、1958年は出場回数には数えない。
西武は1985年の日本シリーズで阪神に敗れているが、森は前述の通り前年にコーチを辞任しており、監督就任でチームに復帰したのは翌1986年であったので、自身のシリーズ連勝記録は止まらなかった。
V9後の巨人は1976年の日本シリーズで阪急に敗れ、1959年以来17年ぶりにシリーズ敗者となった。一方の森は20連勝の後、1993年の日本シリーズでヤクルトに敗れ、34年ぶりにシリーズ敗者となった。

## 選手としての特徴
洞察力が鋭く、頭脳明晰、研究熱心であり、バッテリー間のリード力は当時の他のプロ野球界の捕手の中で、群を抜いて優れていた。相手チームのバッターの苦手コースや、一つの試合毎の味方相手チームのバッテリーの配球を全て正確に暗記している記憶力の持ち主であった。この記憶力を武器に、ボール球なども巧みに使った緻密な配球の組み立てを行ない、相手チームの打者を翻弄し続けた。キャッチングも優れており、現役通算でわずか42個のパスボールしか記録しておらず（1試合あたり0.022個）、里崎智也に抜かれるまで森のパスボール発生率は最も少なかった（里崎は1試合あたり0.019個）。現役時代から親しかった広岡は「強肩ではなかった。パスボールが42しかないことから名捕手といわれるが、ワンバウンドが捕れなかった。ミットを上からかぶせるからだが、『あれは俺のいう通りに投げない。捕りやすい球を投げろ。ワンバウンドを投げるやつが悪い』と言い訳した。それに比べると、小林誠司をはじめ今のキャッチャーはワンバウンドを捕るのが上手い。今なら、森は通用しないだろう。しかし、森は野球をよく知っているし、捕手として他チームのこともよく研究していた。」と述べている。城之内は、敵チームのサイン盗みに対抗して、サインと異なるボールを投げても平然と捕球してくれたと語っている。
盗塁阻止の能力にも優れており、クイックモーションの名手・堀本とバッテリーを組んだ試合では、1960年から1962年の3年間に阻止率.706（51企図に対し36盗塁刺）という驚異的な数字を残し、特に1960年6月1日の大洋戦（川崎）では一試合5盗塁刺（企図された5回全てを刺す）を記録した。1971年・1972年の阪急との日本シリーズでもクイックモーションを活用し、堀内とのバッテリーで盗塁王・福本の足を封じ込めた。
試合外での情報収集にも熱心で、日本シリーズ対策としてパ・リーグで絶対的な強さを誇っていた阪急の話を聞くために、西宮にあった野村克也の自宅を訪ねて泊まり込み、情報収集とあわせて野球について徹夜で2人で語りあったという。これをきっかけに2人は親交を深め、盟友とも言えるほどの関係を結んでいく。また、他の名捕手の例に漏れず、森も現役時代は「ささやき戦術」の名人であったという。
投手の側からしても森は非常に優れた捕手であり、藤田によれば、望むコースに投げさせるために全身を使って狙いやすくする工夫をするなど、投手のコントロールを引き出す技術はずば抜けて優れていたという。試合では、投手が打たれてもサインを出した自分の責任を認めず、投手の欠点や投球ミスを首脳陣に報告したので、投手陣の不満は多かった。ただし、川上は森のそのような面を認めつつも「彼の非情な報告は勝負を預かる上でとても貴重だった」と評価している。
V9時代の巨人の打者では珍しく、耳当て付きの打撃用ヘルメットを使用していた（他には土井正三、上田武司程度）。

## 監督・指導者としての特徴

### 参謀役として
ヤクルト、西武コーチ時代には監督として仕えた広岡の下、グラウンドでのプレーを厳しく指導したのに留まらず私生活でも厳しく管理したため、選手たちに「森CIA」「森KGB」などさまざまな陰口をたたかれるほどの嫌われ役となった。後にチャーリー・マニエルは週刊朝日の野村克也との対談の中で「広岡はいい監督だったがコーチの森は嫌な奴だった」と述べている。森は勝利のために広岡の考えを忠実に実行していたが、グラウンド上で厳しく接することは問題なくても、グラウンドから離れたところまで厳しく管理することは納得いかず、内面的にはつらい仕事であったと語っている。1984年に西武に在籍していた江夏豊は、週刊ベースボールのコラムにて、森がホテルにて全選手の部屋の見回りを終えた後、江夏の部屋に入室して「俺だってこんな役回りはしたくない」と自分の仕事を嘆いていたと証言した。広岡はコーチ時代の森については「私がヤクルトと西武の監督の時は森昌彦という有能なヘッドコーチがいた。川上巨人のV9に貢献した名捕手で、投手の事を知り尽くした名参謀だ」と記している。一方で広岡は「知識はあるし選手を見る目も確かだったが、森の欠点は指導することができなかったことだ」と述べている。広岡とのコンビで3度のリーグ優勝・日本一になったが、1984年に投手陣の崩壊がきっかけに広岡と対立しヘッドコーチを辞任した。その後、森が監督に就任した時のキャンプで広岡が訪れたが和解することはなく、広岡は1998年に森が巨人の次期監督候補に挙がっていた時には「巨人の監督は長嶋や王のように華のある人がやらなければならない。」と辛辣なコメントを残しており以後も和解はしていないという。

### 監督として

#### 西武監督時代
当時の主力選手の一人だった辻発彦が自著「プロ野球 勝つための頭脳プレー」で語ったところによると、試合でエラーをして落ち込んだ辻のところに深夜、森から気遣いの電話があったり、遠征先や合宿先で選手が食事に満足しているかどうかを気にして尋ねたりということがよくあったという。広岡達朗の監督時代も経験した辻によれば「広岡さんは選手をほめることがそもそもなくてそれが持ち味だった監督だけど、森さんは選手のいいプレーを必ずミーティングでほめてくれた」という。また選手達がゲームボーイなどの新しい遊び道具に熱中しているのをみると、叱るより前にまず森自身が買ってやってみて、その面白さを自分で体感してから「ほどほどにしなさいよ」というような穏当な理解者の面ももっていた。森は選手の管理について「時代背景というものはどんどん変わっていく。若い選手の時代背景を理解しないままに、『あれをやってはいけない・これをやってはいけない』ということは指導者として絶対に言ってはいけないことだ」と言っている。
森は、広岡が監督時代に強制的におこなっていた健康食管理も監督就任後すぐにやめさせている。伊東勤は「基本的には、広岡監督のやり方をしっかりと踏襲していました。食べ物についてだけ大幅に緩和しましたが、そのほかについては、ほぼ広岡イズムのままだったと思います。これもまた、わざわざ成功したやり方をいじる必要はないという、堅実さからくるものだったと思います。」と述べている。また有名な逸話として、優勝時にチャンピオンフラッグを持って球場を一周するときの様子があげられる。通例ではたいてい監督がフラッグを持って先頭を歩くものだが、森はそれをせず、石毛宏典・辻などの主力選手にフラッグを持たせ、自身は常に列の一番後ろを歩いていた。これは「選手が主役、監督は脇役」のポリシーを森がずっと持っていたことを示している。
伊東勤は、「広岡監督時代に鍛えられた選手達が主力になりチームが完成しつつあった時期に森さんが来られたので森さんは特にやることはなかったと思います」、「森さんは選手たちから慕われていたかというとすでに触れたとおりそうではありません。特に私とは年々距離が開いていきました。森さんがバッテリーコーチだった広岡監督時代含め、森さんにキャッチャーの事で何か指導された事もありませんので、師弟関係というほどのものではなかったです、」、石毛宏典は「森さんは育てるというより、チームのマネジメントに優れた監督でしたね」と述べている。田尾安志は「勝負師だった森さんとは馬が合わなくて、球団管理部長だった根本さんにトレードに出してくれと直訴し阪神に行くことになった」と語っている。渡辺久信は「細かいことはあまり言わず、選手に任せてくれるタイプでした。ただ、結果が出ないと、選手に対して「チクチク」と言うこともありましたけど。」と述べている。
清原和博をルーキーイヤーの年から、周囲の批判に抗してスタメンで使い続けたのは森の強い意向による。プロ初本塁打を記録して以降不振に陥り、コーチ陣や野球評論家の多くは清原を二軍でしばらく鍛えることを主張していた。しかし森は清原のスター性からして、「レベルの高い一軍で育てていくべき」と判断した。開幕当初は不振だった清原であるが、次第に森の期待に応え始め、ついに新人王を獲得、プロ野球を代表する選手になっていく。清原はこの時の森の起用を深く恩義に感じており、2005年の森の野球殿堂入りの際は祝賀式に駆け付け、一番に森に対し祝辞を述べている。清原の引退後も関係は続いていて後に逮捕される5年前ほど前にも連絡が来てハワイの森の家で相談したが、その後は音信不通になったという。
しかし当時打撃コーチだった土井正博は、「今だから何でも言えるけれど、清原を二軍スタートさせようと言い張ったのは森さん自身。ところが堤義明オーナーのバックアップがあると知ったら、ガラリと態度を変えて、自分が我慢して使ったと言う。毀誉褒貶の激しい人だった」と語っている。また土井は4月下旬に清原の門限破りが発覚した時、ミーティングで最初に森が「ケジメだから下に落とさなければ」と発言した時、土井一人が反対し、最終的に当時コーチだった近藤昭仁が擁護してくれることで残留できたと述べている 。
さらに清原によれば、森は清原に対してはサインらしいサインは出さず基本ノーサインだった。
2016年に清原が覚醒剤取締法違反の容疑で逮捕されたのを受けて、広岡と野村克也は、森が清原を現役時代に放任扱いして教育をしっかり行わなかったことが、引退後に道を踏み外す遠因になったと指摘した。広岡は「コーチを責めるよりも、やっぱり監督だね。清原は高校を卒業してドラフト1位で西武に入った。当時の森監督は野球は教えたけど、社会人としての常識を教えなかった。親ができなかったことを球団が教えないといけなかった。森監督がしっかりしていれば、清原はタイトルを取ってますよ。清原は「無冠の帝王」だもん。清原はまれにみる才能を持った男だったんですよ。僕が西武の監督だったころに入団していたらよかったが」、「その中でも特に当時の指揮官だった森祇晶監督の責任は大きかったのだろう。清原は森監督の悪口は絶対に言わない。それは清原にとって耳障りなことを口にしなかったからだろう。森監督が野球だけではなく、立派な人間になるために必要なことをたたき込むべきだった。そのようなことを教育しておけば、清原も引退までに打撃3冠のタイトルを何か取っていただろう。あれだけの能力を持ちながら「無冠の帝王」のままで終わってしまったということは、そういった点にも理由があったはずだ。」、野村は「清原が西武1年目か2年目のときに、俺は森に言ったんだよ。清原は野球に対する思想、哲学が何もない奴だ、天性だけでやっている。お前が悪い。ちゃんと教育しろって。野球の指導はコーチがやる。監督の仕事で大事なのは人間教育、社会教育ですよ。」、とそれぞれ森による放任が逮捕の遠因になったのではないかと述べている。森は甘やかしたという批判に対してグラウンド外では清原に自由にさせていたが痛い目に遭うのも勉強と考えていたことを後に語っている。森は清原のことを礼儀正しい丁寧な男、責任感の強い男と評していたという。

#### 横浜監督時代
森の招聘を決めたのは球団社長の大堀隆だが、後にこれは「チーム成績を悪くしただけでなく、森さんを傷つけてしまう最悪の結果を招いてしまった」と認め、「致命的なミスキャスト」であると悔いている。森は就任1年目は3位となりチームとして4年連続Aクラスとなったが、大堀は「チーム力は落ち始め、世代交代が急務になっていた。森さんは強いチームを日本一にすることができる監督であって、当時のベイスターズにはミスキャストにしかなり得なかった」と反省している。なお、大堀は、本来なら適任だった監督として「強いチームを指揮できて育成もできる」野村克也を挙げた。
谷繁は森と何が合わなかったのか聞かれた際「どちらかというと森さんは基本に忠実なタイプなんですよ。インサイドを突いたらアウトサイド。アウトローを行ったらインサイド。ただ僕はそうじゃなかったもちろん基本も大事なんですよ。でも基本的な事は嫌って言うほど叩き込まれてきてたんでそんなのわかってるよ。打者の技術も上がっているし情報量も格段に増えてそれだけじゃ抑えれない時代になっていましたから。」と述べ、森と建設的な意見のやりとりはほぼなく、「打たれたら何で打たれたんだってそれだけでしたからね」とも述べ、谷繁を取材した中村計は「その一言だけで二人の距離感は想像できた。」と述べている。
当時横浜の選手だった中根仁は「難しかったですね。今まで自分で考えてやれていたものが、森さんが来てこれはダメあれはダメというな流れになって、これまでの自主性が失われていく方向になりました。それとベンチにいるとね、監督がブツブツと愚痴らしきものを言ってるのが聞こえてくるんですよ。特に神宮球場は良く聞こえるんだ。」、石井琢朗は「権藤さんの野球しか知らない若い世代には森さんの野球には戸惑いがありましたが、須藤（豊）さんや近藤（昭仁）さんの野球を経てきた僕らの世代にとっては、森さんになっても野球が戻るだけというか同じ延長上にあるので違和感はないんです。僕としては優勝後勝てなくてなって、ここに森さんの緻密さが加わればもう一度強くなれると期待したんですがやっぱり噛み合わなかったですね。」と述べている。
金城龍彦の打撃は森政権の2年で急低下、石井義人、古木克明など守備難の選手は敬遠される傾向にあった。一方で小川博文、種田仁を獲得してチームの主力として定着させた他、斎藤隆の抑えへの転向を成功させたり、相川の正捕手への起用など、後の横浜の基礎となる選手の育成、チームの再編成も見られた。森は、戦力差を埋めようと補強に動いていたが実現しなかったことを、退任後に明かしており、のちに阪神優勝特集の書籍にて、西武では自由にやらせてくれたと称える一方、横浜では選手の起用法で介入されたと、フロント批判を展開している。
横浜は2002年以降再びBクラスに低迷するが、佐々木主浩、野村弘樹、石井琢朗、鈴木尚典、進藤達哉など大洋・横浜OB・現役の選手に対して「ベイスターズが弱くなったポイントはどこですか?」という質問に対して全体の8割が正捕手の谷繁の退団を挙げている。実際、谷繁をFAで獲得した中日は山田久志、落合博満両監督から絶大な信頼を受けた谷繁が正捕手として君臨した期間に黄金時代を築く事になる。谷繁は横浜を退団した理由について「金銭とかではなく、この監督（森）の下ではいずれ自分のいる場所が相川（亮二）に奪われると思ったから。監督の思惑が見えていたからね」、森と1年間戦ううちに「僕のなかでどうしても入ってこないものがいろいろあった」「残りの野球人生を考えた時にそこまで我慢してやることはしたくない」「横浜を嫌いになって出たわけじゃない」と述べている。谷繁はシーズン中、ベンチでは森の横に座り素直に話を聞いていたが、いつしか離れて座るようになったという。森が『あのリードで、よく正捕手が務まってたな』と陰でグチグチ言っているのを人づてに聞き、森の性格に嫌気が差すとともに、森は谷繁がFA移籍しても相川で穴埋めできると考えていたという。2001年の横浜一軍投手コーチだった遠藤一彦によると、谷繁と森は折り合いが悪く、試合中はベンチで背後から「あのリードはねーよな」などと、谷繁のリードに対する文句や愚痴をさんざん吐いていたという。
コーチだった黒江透修は、「フロントが選手と直接電話やメールで仲良くしている。監督・コーチへの不満を言い出した選手がいて、フロントが「そんなのほっとけ」と言えば、選手たちは僕らの言うことなんて聞いてくれません。それに森さん自身も「自分の野球」のイメージから抜けられなかった。だから、僕が途中から代理監督になって以降は「これまでの観念を捨てて思い切った采配をしていく」と足の遅い走者でもエンドランを仕掛けました。球団からは「森さんも黒江さんみたいな野球をしてくれれば、最下位にならなかったのに」と言われましてね。」と回顧している。
森の後任監督の山下大輔は「前の監督の方針はやっぱり厳しかったんだろうなと思っていました。試合前の食事がスープだけで、ご飯はダメだから隠れておにぎりを食べる選手もいたなんて話も聞きましたし、金城龍彦なんかは僕が見ていた時とは別人のようになっていてね。持ち味だった野性味がすっかり失われているように見えた。」と述べている。
川上哲治は自著で、「意の広岡（達朗）、知の森（祇晶）、情の藤田（元司）」と分類しており、森に対しては「ある程度できあがっているチームには森のような監督の知力を使えば常勝チームになる」と評価している。これは大堀の分析とはほぼ合致している。

## 人物
好きな言葉は「忍」。1989年に優勝を逃した後、空いた時間に、妻の希望もあって中国を旅した。洛陽で高僧に「あなたはどういう言葉が好きですか」と尋ねられた森は「忍」と答えた。高僧は膝を打って言った、「大変な言葉ですね。忍という字は、心臓の上に刃をのせている。つまり、心の上に刃をのせている。これは苦しいことですよ」。さらに、「忍の字が好きだということは、あなたはそれができる、ということです。きっと、いい仕事ができますよ」。森はこの言葉を聞いて、全身に力がみなぎるのを感じたという。著書の『覇道―心に刃をのせて』のタイトルは、このエピソードによる。この著書は『週刊ベースボール』連載を元にしているが、連載時のタイトルはそのまま『心に刃をのせて』であった。
インタビューでは常に謙遜ともとれるような慎重な言い回しをするのが特徴であった。日本シリーズで連勝した際に「これでやっと五分五分。」と発言したり10ゲーム以上離して首位にいる際にも「うちが首位にいるのはたまたまです。」と発言している。

## 詳細情報

### 年度別打撃成績
| 年 度      | 球 団      | 試 合 | 打 席 | 打 数 | 得 点 | 安 打 | 二 塁 打 | 三 塁 打 | 本 塁 打 | 塁 打 | 打 点 | 盗 塁 | 盗 塁 死 | 犠 打 | 犠 飛 | 四 球 | 敬 遠 | 死 球 | 三 振 | 併 殺 打 | 打 率 | 出 塁 率 | 長 打 率 | O P S |
| ---------- | ---------- | ----- | ----- | ----- | ----- | ----- | -------- | -------- | -------- | ----- | ----- | ----- | -------- | ----- | ----- | ----- | ----- | ----- | ----- | -------- | ----- | -------- | -------- | ----- |
| 1955       | 巨人       | 1     | 1     | 1     | 0     | 0     | 0        | 0        | 0        | 0     | 0     | 0     | 0        | 0     | 0     | 0     | 0     | 0     | 0     | 0        | .000  | .000     | .000     | .000  |
| 1956       | 巨人       | 13    | 14    | 13    | 0     | 1     | 0        | 0        | 0        | 1     | 0     | 0     | 0        | 0     | 0     | 0     | 0     | 1     | 6     | 0        | .077  | .143     | .077     | .220  |
| 1957       | 巨人       | 42    | 105   | 97    | 5     | 21    | 3        | 0        | 1        | 27    | 12    | 1     | 0        | 1     | 0     | 7     | 0     | 0     | 20    | 1        | .216  | .269     | .278     | .548  |
| 1958       | 巨人       | 30    | 66    | 64    | 6     | 19    | 6        | 1        | 1        | 30    | 6     | 0     | 1        | 0     | 0     | 2     | 0     | 0     | 17    | 2        | .297  | .318     | .469     | .787  |
| 1959       | 巨人       | 105   | 363   | 329   | 17    | 75    | 7        | 1        | 3        | 93    | 26    | 5     | 0        | 3     | 2     | 28    | 3     | 1     | 52    | 8        | .228  | .291     | .283     | .573  |
| 1960       | 巨人       | 115   | 384   | 355   | 18    | 70    | 14       | 0        | 2        | 90    | 18    | 5     | 2        | 6     | 3     | 20    | 6     | 0     | 46    | 11       | .197  | .240     | .254     | .494  |
| 1961       | 巨人       | 113   | 344   | 323   | 17    | 72    | 15       | 1        | 4        | 101   | 29    | 0     | 4        | 1     | 1     | 17    | 3     | 2     | 24    | 6        | .223  | .266     | .313     | .579  |
| 1962       | 巨人       | 134   | 508   | 469   | 43    | 116   | 24       | 1        | 6        | 160   | 44    | 4     | 6        | 3     | 2     | 32    | 4     | 2     | 35    | 15       | .247  | .298     | .341     | .639  |
| 1963       | 巨人       | 132   | 452   | 419   | 26    | 83    | 10       | 2        | 4        | 109   | 38    | 3     | 0        | 2     | 4     | 27    | 4     | 0     | 30    | 11       | .198  | .247     | .260     | .507  |
| 1964       | 巨人       | 123   | 459   | 426   | 35    | 115   | 17       | 1        | 12       | 170   | 65    | 1     | 1        | 3     | 2     | 27    | 1     | 1     | 22    | 8        | .270  | .315     | .399     | .714  |
| 1965       | 巨人       | 135   | 511   | 484   | 47    | 134   | 19       | 2        | 5        | 172   | 58    | 2     | 0        | 3     | 3     | 19    | 0     | 2     | 25    | 18       | .277  | .307     | .355     | .662  |
| 1966       | 巨人       | 125   | 454   | 425   | 25    | 103   | 13       | 2        | 5        | 135   | 62    | 1     | 1        | 3     | 4     | 21    | 8     | 1     | 19    | 12       | .242  | .280     | .318     | .597  |
| 1967       | 巨人       | 109   | 360   | 331   | 28    | 92    | 10       | 0        | 6        | 120   | 31    | 3     | 0        | 1     | 3     | 22    | 6     | 3     | 22    | 11       | .278  | .329     | .363     | .691  |
| 1968       | 巨人       | 127   | 468   | 439   | 35    | 100   | 10       | 1        | 11       | 145   | 46    | 2     | 2        | 3     | 2     | 21    | 1     | 3     | 31    | 15       | .228  | .268     | .330     | .598  |
| 1969       | 巨人       | 115   | 372   | 340   | 22    | 87    | 13       | 0        | 8        | 124   | 39    | 0     | 1        | 1     | 2     | 26    | 6     | 3     | 29    | 11       | .256  | .314     | .365     | .679  |
| 1970       | 巨人       | 97    | 272   | 243   | 11    | 51    | 10       | 0        | 0        | 61    | 15    | 0     | 3        | 1     | 4     | 23    | 8     | 1     | 21    | 8        | .210  | .281     | .251     | .532  |
| 1971       | 巨人       | 95    | 285   | 256   | 19    | 55    | 8        | 2        | 4        | 79    | 22    | 1     | 1        | 1     | 2     | 26    | 8     | 0     | 28    | 8        | .215  | .287     | .309     | .596  |
| 1972       | 巨人       | 120   | 372   | 338   | 20    | 71    | 10       | 0        | 4        | 93    | 33    | 0     | 0        | 0     | 3     | 26    | 6     | 5     | 27    | 13       | .210  | .276     | .275     | .552  |
| 1973       | 巨人       | 97    | 241   | 223   | 11    | 49    | 5        | 0        | 3        | 63    | 19    | 1     | 0        | 2     | 1     | 14    | 2     | 1     | 10    | 7        | .220  | .269     | .283     | .551  |
| 1974       | 巨人       | 56    | 118   | 111   | 7     | 27    | 2        | 0        | 2        | 35    | 19    | 0     | 1        | 0     | 2     | 5     | 1     | 0     | 5     | 6        | .243  | .276     | .315     | .591  |
| 通算：20年 | 通算：20年 | 1884  | 6149  | 5686  | 392   | 1341  | 196      | 14       | 81       | 1808  | 582   | 29    | 23       | 34    | 40    | 363   | 67    | 26    | 469   | 171      | .236  | .285     | .318     | .603  |

- 各年度の太字はリーグ最高

### 年度別監督成績
| 年度       | 年度       | チーム     | 順位       | 試合 | 勝利 | 敗戦 | 引分 | 勝率 | ゲーム差                | チーム 本塁打           | チーム 打率             | チーム 防御率           | 年齢                    |
| ---------- | ---------- | ---------- | ---------- | ---- | ---- | ---- | ---- | ---- | ----------------------- | ----------------------- | ----------------------- | ----------------------- | ----------------------- |
| 1986年     | 昭和61年   | 西武       | 1位        | 130  | 68   | 49   | 13   | .581 | ―                       | 185                     | .281                    | 3.69                    | 49歳                    |
| 1987年     | 昭和62年   | 西武       | 1位        | 130  | 71   | 45   | 14   | .612 | ―                       | 153                     | .249                    | 2.96                    | 50歳                    |
| 1988年     | 昭和63年   | 西武       | 1位        | 130  | 73   | 51   | 6    | .589 | ―                       | 176                     | .270                    | 3.61                    | 51歳                    |
| 1989年     | 平成元年   | 西武       | 3位        | 130  | 69   | 53   | 8    | .566 | 0.5                     | 150                     | .271                    | 3.86                    | 52歳                    |
| 1990年     | 平成2年    | 西武       | 1位        | 130  | 81   | 45   | 4    | .643 | ―                       | 162                     | .263                    | 3.48                    | 53歳                    |
| 1991年     | 平成3年    | 西武       | 1位        | 130  | 81   | 43   | 6    | .653 | ―                       | 155                     | .265                    | 3.22                    | 54歳                    |
| 1992年     | 平成4年    | 西武       | 1位        | 130  | 80   | 47   | 3    | .630 | ―                       | 159                     | .278                    | 3.52                    | 55歳                    |
| 1993年     | 平成5年    | 西武       | 1位        | 130  | 74   | 53   | 3    | .583 | ―                       | 114                     | .260                    | 2.96                    | 56歳                    |
| 1994年     | 平成6年    | 西武       | 1位        | 130  | 76   | 52   | 2    | .594 | ―                       | 122                     | .279                    | 3.81                    | 57歳                    |
| 2001年     | 平成13年   | 横浜       | 3位        | 140  | 69   | 67   | 4    | .507 | 8                       | 94                      | .267                    | 3.75                    | 64歳                    |
| 2002年     | 平成14年   | 横浜       | 6位        | 140  | 49   | 86   | 5    | .363 | 35.5                    | 97                      | .240                    | 4.09                    | 65歳                    |
| 通算：11年 | 通算：11年 | 通算：11年 | 通算：11年 | 1436 | 785  | 583  | 68   | .574 | Aクラス10回、Bクラス1回 | Aクラス10回、Bクラス1回 | Aクラス10回、Bクラス1回 | Aクラス10回、Bクラス1回 | Aクラス10回、Bクラス1回 |

※1　太字は日本一
※2　1986年から1996年までは130試合制
※3　2001年から2004年までは140試合制
※4　2002年、9月26日より休養。監督代行は黒江透修
※5　2002年、欠場した14試合（6勝8敗）は通算成績に含まない

### 表彰
- ベストナイン：8回（1961年 - 1968年） ※捕手部門を8年連続は歴代2位タイ、セ・リーグ最長タイ（他に阿部慎之助）
- 野球殿堂競技者表彰（2005年）
- 日本シリーズMVP：1回 （1967年）
- 日本シリーズ打撃賞：1回 （1965年）
- 正力松太郎賞：2回（1986年、1990年）※監督として表彰
- 日本プロスポーツ大賞 殊勲賞：3回 （1987年、1988年、1990年）[110]
- 都民文化栄誉賞（1991年）[111]
- 岐阜市民栄誉賞（1995年）[112]

### 記録
節目の記録
- 1000試合出場：1966年6月30日 ※史上109人目

その他の記録
- オールスターゲーム出場：11回（1960年 - 1970年）

### 背番号
- 27 （1955年 - 1974年）
- 72 （1978年 - 1979年）
- 81 （1982年 - 1984年、1986年 - 1994年、2001年 - 2002年）

### 登録名
- 森 昌彦 （もり まさひこ、1955年 - 1985年）
- 森 祇晶 （もり まさあき、1986年 - 1994年、2001年 - 2002年）

## 関連情報

### 著書・書籍
- 『勝つための参謀学―球界きっての知将が明かすリーダーと参謀の条件』講談社文庫
- 『人間怒り方しだい』青春出版社
- 『「勝ち続ける」ために何をすべきか』講談社
- 『男は不器用でいいじゃないか』講談社
- 『覇道―心に刃をのせて』ベースボール・マガジン社
- 『森祇晶の知のリーダー学』ごま書房
- 『責任者の条件』青春出版社
- 『「一流になる」ために何をすべきか』講談社
- 『監督―悪ガキこそ戦力だ』藤田元司との対談、光文社、1997年
- 『悪役の正論―我思う。ゆえに我あり』ザ・マサダ
- 『捕手的人間の時代』ザ・マサダ
- 『情の野球 知の野球―プロ野球がもっと面白くなる考え方』PHP研究所、2001年3月、ISBN 4-569-61243-1
- 『不敗の監督学（インサイドワーク）―西武ライオンズ森祇晶 常勝の秘密』松下茂典著、オーエス出版、1991年8月、ISBN 4871902986
- 『野球力再生 名将の「ベースボール」思考術』ベースボール・マガジン社、2009年3月、ISBN 9784583101613